# Фаридабад (округ)
Фаридабад (англ. Faridabad, хинди फरीदाबाद जिला) — округ в индийском штате Харьяна. Образован 15 августа 1979 года. Административный центр и крупнейший город округа — Фаридабад. Согласно всеиндийской переписи 2001 года население округа Фаридабад составляло 2 193 276 человек.